# Handsome Devil
Handsome Devil è un film del 2016 scritto e diretto da John Butler.

## Trama
Ned Roche è un sedicenne gay e assai più maturo della media dei coetanei, cose che lo rendono il bersaglio preferito dei suoi rozzi compagni di classe, che lo investono spesso con offese omofobe. Ha tentato inutilmente di convincere il padre vedovo e la fredda matrigna che questa scuola, dove il rugby è una religione e l'istruzione del tutto secondaria, non è il posto giusto per lui (che ama la poesia e la musica).
Nella sua stanza vediamo appesi testi di David Bowie, un poster di Dita Von Teese e uno della band Suede con un bacio tra due uomini. Quando lo studente Conor viene assegnato alla sua stanza, capiamo subito che le differenze tra i due sono incolmabili. Quanto Ned è un tipo malinconico e solitario, tanto Conor, stella della squadra di rugby, è esuberante (sebbene ci sia qualcosa di misterioso che l'ha portato a cambiare scuola). Ned, convinto che d'ora in poi le cose potranno solo peggiorare, erige nella camera una specie di muro di mobili tra lui e il compagno di stanza. Ma anche Conor ha i suoi problemi e anch'egli appare sempre più isolato dagli altri, cosa che incrementa l'attenzione di Ned. Inizia quindi un percorso di amicizia e solidarietà tra di loro. I due verranno aiutati nel loro cammino da un nuovo professore, Dan Sherry, che non sopporta la pigrizia e la stupidità, e che vede in loro un alto potenziale, incoraggiandone sia l'amicizia che gli interessi musicali (parteciperanno insieme ad un talent show in una scuola vicina). Tuttavia, l'omofobo allenatore Pascal O'Keeffe, si accorge del diminuito interesse sportivo di Conor proprio mentre si sta avvicinando l'incontro finale dell'epica gara di rugby decennale. Le sue trame porteranno ad isolare ancora di più Ned, ad ostracizzare Conor ed a rivelare il segreto di Dan.

## Distribuzione
Il film è stato proiettato in anteprima al Toronto International Film Festival l'11 settembre 2016, all'interno della rassegna Contemporary World Cinema.
Nel 2018 è stato distribuito su Netflix.

## Riconoscimenti
- Dublin Film Critics Circle Awards - 2017
  - Candidatura - miglior lungometraggio irlandese
- Dublin International Film Festival - 2017
  - Vinto - miglior performance irlandese (John Butler)
- FilmOut San Diego, US - 2017
  - Vinto - miglior performance (John Butler)
  - Vinto - miglior attore (Fionn O'Shea)
  - Vinto - miglior fotografia (Cathal Watters)
- Outflix Film Festival - 2017
  - Vinto - miglior performance straniera (John Butler)
- Seattle International Film Festival - 2017
  - Candidatura - miglior lungometraggio (John Butler)
- Irish Film and Television Awards - 2018
  - IFTA Award
    - Candidatura - miglior attore protagonista (Fionn O'Shea)
    - Candidatura - miglior film
    - Candidatura - miglior attore in un ruolo secondario (Andrew Scott)
    - Candidatura - miglior regista (John Butler)
    - Candidatura - miglior sceneggiatura (John Butler)

  - Rising Star Award
    - Candidatura - Fionn O'Shea